# Love Is Blind
Love Is Blind – utwór litewskiego piosenkarza Donny’ego Montella wydany w formie singla w 2012 roku i umieszczony na debiutanckiej płycie studyjnej artysty zatytułowanej Donny Montell. Utwór napisali Jodie Rose i Brandon Stone.
W 2012 roku utwór wygrał finał litewskich eliminacji eurowizyjnych, dzięki czemu reprezentował Litwę w 57. Konkursie Piosenki Eurowizji organizowanym w Baku. 24 maja utwór został zaprezentowany przez Montella jako ostatni, osiemnasty w kolejności w drugim półfinale konkursu i trzeciego miejsca awansował do finału. Zajął w nim czternaste miejsce z 70 punktami na koncie, w tym m.in. z maksymalnymi notami 12 punktów z Gruzji.